# Ben Lamb (Pokerspieler)
Benjamin „Ben“ Lamb (* 31. März 1985 in Tulsa, Oklahoma) ist ein professioneller US-amerikanischer Pokerspieler.
Lamb hat sich mit Poker bei Live-Turnieren mehr als 16 Millionen US-Dollar erspielt. Er ist zweifacher Braceletgewinner der World Series of Poker, bei der er 2011 als Spieler des Jahres ausgezeichnet wurde und zweimal den Finaltisch des Main Events erreichte.

## Persönliches
Lamb machte 2004 einen Abschluss an der Jenks High School in seiner Geburtsstadt Tulsa. Anschließend studierte er an der Trinity University in San Antonio, brach sein Studium jedoch aufgrund seiner Pokerkarriere ab. Später arbeitete er als Dealer im Cherokee Casino in Tulsa. Der Amerikaner lebt in Las Vegas.

## Pokerkarriere

### Werdegang
Lamb begann im Alter von 18 Jahren mit Poker. Er spielte von Juli 2006 bis Mai 2016 online unter den Nicknames benba (PokerStars sowie Full Tilt Poker) und benba lamb (UltimateBet) und erspielte sich in diesem Zeitraum mit Turnierpoker mehr als eine Million US-Dollar.
Seine erste Geldplatzierung bei einem Live-Turnier erzielte der Amerikaner im Juni 2006 in Tulsa. Im selben Monat war er erstmals bei der World Series of Poker (WSOP) im Rio All-Suite Hotel and Casino am Las Vegas Strip erfolgreich und belegte bei einem Turnier der Variante Pot Limit Hold’em den zwölften Platz. Seinen ersten größeren Gewinn erlangte Lamb im Juli 2009, als er beim Main Event der WSOP den 14. Platz erreichte und damit mehr als 600.000 US-Dollar Preisgeld gewann. Bei der WSOP 2011 sicherte sich der Amerikaner zunächst mit einem Turniersieg in Pot Limit Omaha (PLO) sein erstes Bracelet sowie mehr als 800.000 US-Dollar Preisgeld und kam anschließend im Main Event an den Finaltisch, den er im November 2011 hinter Pius Heinz und Martin Staszko auf dem dritten Platz beendete. Diese Leistung brachte ihm 4 Millionen US-Dollar ein, außerdem wurde er anschließend mit dem WSOP Player of the Year Award geehrt. Auch das Card Player Magazine zeichnete ihm am Jahresende als Player of the Year aus. Anschließend sah man ihn seltener bei Pokerveranstaltungen, so erzielte Lamb bei der WSOP von 2012 bis 2016 keine Geldplatzierung. Ende Januar 2015 belegte er beim Aria High Roller im Aria Resort & Casino am Las Vegas Strip den zweiten Platz für 300.000 US-Dollar Preisgeld. Mitte April 2017 gewann der Amerikaner das Mixed Game High Roller im Hotel Bellagio am Las Vegas Strip mit einer Siegprämie von knapp 300.000 US-Dollar. Im Juli 2017 erreichte Lamb erneut den Finaltisch des WSOP-Main-Events, der ab 20. Juli 2017 gespielt wurde. Er startete als Shortstack und belegte den neunten Platz für ein Preisgeld von einer Million US-Dollar. Ende Januar 2018 gewann der Amerikaner die A$25.000 Challenge der Aussie Millions Poker Championship in Melbourne mit einer Siegprämie von knapp 740.000 Australischen Dollar. Im Juni 2018 siegte er innerhalb von drei Tagen bei beiden 10.500 US-Dollar teuren PLO-Events im Aria Casino für Preisgelder von jeweils rund 165.000 US-Dollar. Mitte Mai 2019 erzielte Lamb einen zweiten und einen ersten Platz bei Turnieren der Triton Poker Series im montenegrinischen Budva und sicherte sich dadurch umgerechnet mehr als eine Million US-Dollar. Bei der Triton Series in London erreichte er im August 2019 dreimal die bezahlten Plätze, was ihm Preisgelder von umgerechnet über 2,2 Millionen US-Dollar einbrachte. Bei der WSOP 2022, die erstmals im Bally’s Las Vegas und Paris Las Vegas ausgespielt wurde, wurde der Amerikaner beim 50.000 US-Dollar teuren Pot-Limit Omaha High Roller Dritter und erhielt mehr als 620.000 US-Dollar. Mitte Juni 2023 gewann er bei der Omaha Hi-Lo 8 or Better Championship der WSOP 2023 sein zweites Bracelet und sicherte sich knapp 500.000 US-Dollar.

### Preisgeldübersicht
| Jahr      | Preisgeld (in $) | Turniersiege |
| --------- | ---------------- | ------------ |
| 2006      | 218.761          | 4            |
| 2007      | 122.878          | 1            |
| 2008      | 16.045           | 0            |
| 2009      | 731.231          | 0            |
| 2010      | 140.886          | 0            |
| 2011      | 5.352.970        | 1            |
| 2012–2013 | 0                | 0            |
| 2014      | 12.472           | 0            |
| 2015      | 300.000          | 0            |
| 2016      | 0                | 0            |
| 2017      | 1.462.587        | 2            |
| 2018      | 1.052.532        | 3            |
| 2019      | 3.883.277        | 2            |
| 2020      | 257.414          | 0            |
| 2021      | 407.007          | 0            |
| 2022      | 1.089.442        | 0            |
| 2023      | 1.185.614        | 2            |
| gesamt    | 16.233.116       | 15           |

### Braceletübersicht

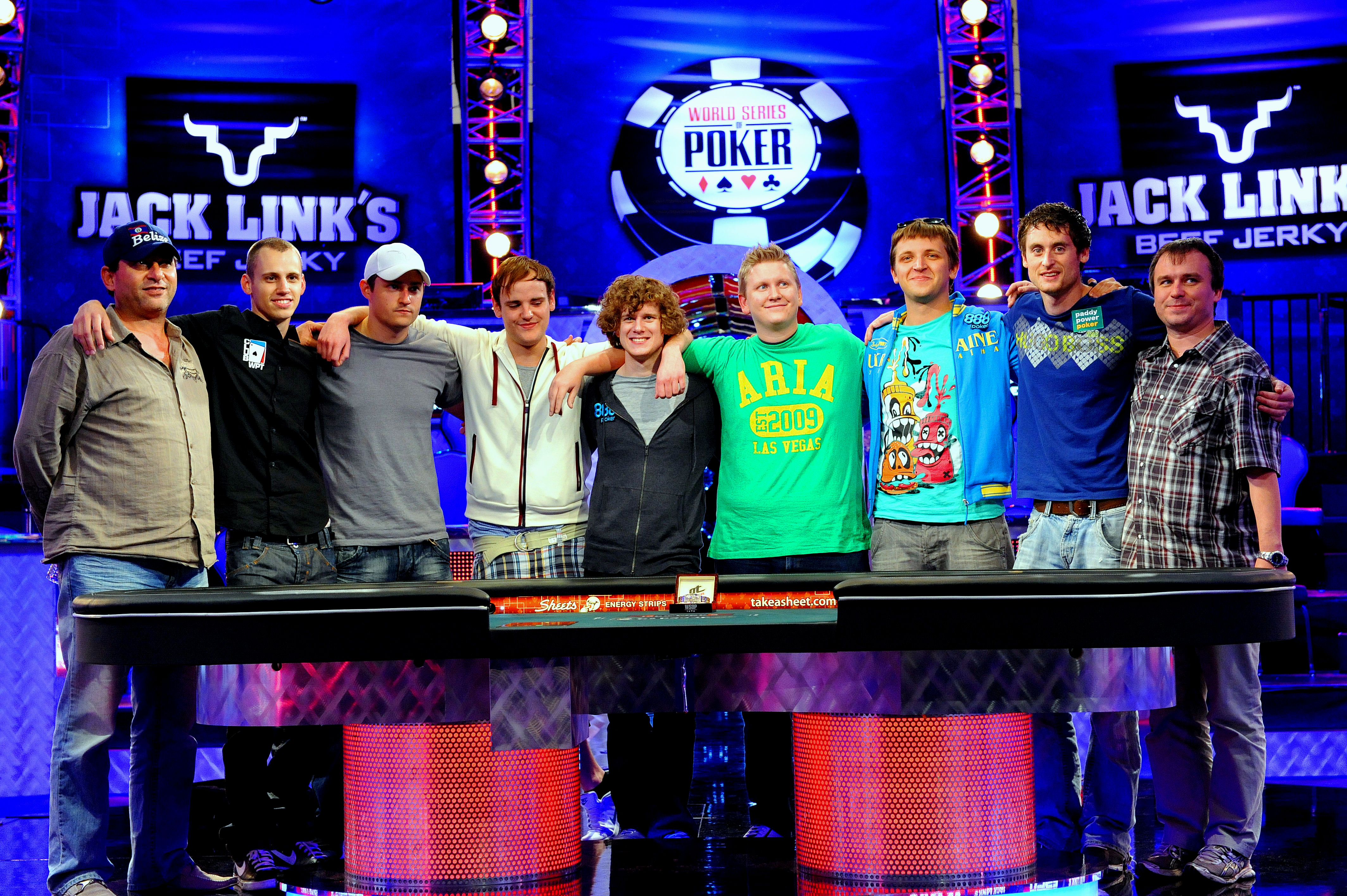
Lamb (Vierter von rechts) als Teil der November Nine 2011

Lamb kam bei der WSOP 38-mal ins Geld und gewann zwei Bracelets:
| Jahr | Buy-in (in $) | Turnier                              | Teilnehmer | Preisgeld (in $) |
| ---- | ------------- | ------------------------------------ | ---------- | ---------------- |
| 2011 | 10.000        | Pot-Limit Omaha Championship         | 361        | 814.436          |
| 2023 | 10.000        | Omaha Hi-Lo 8 or Better Championship | 212        | 492.795          |